# Phiala vaninia
Phiala vaninia är en fjärilsart som beskrevs av Stoll 1781. Phiala vaninia ingår i släktet Phiala och familjen Eupterotidae. Inga underarter finns listade i Catalogue of Life.

## Bildgalleri

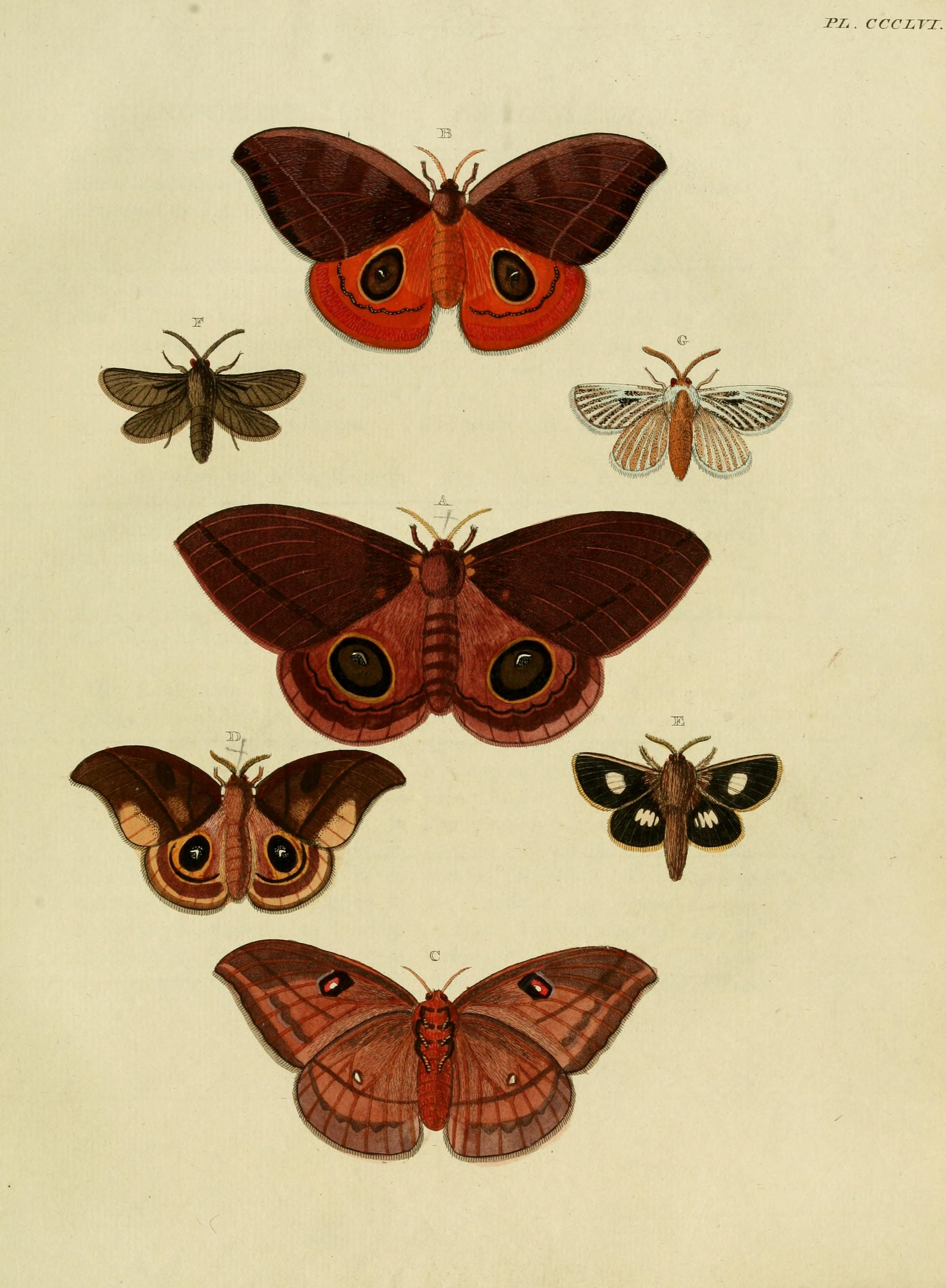